# 人生重开模拟器
《人生重开模拟器》是由网友“神户小德”与“神戶小鳥”开发的一款文字冒险游戏。

## 游戏内容
游戏采用了接近Roguelike游戏的流程，玩家首先从随机生成的天赋中选择数个，并根据天赋的加减，将20个属性点分配至角色的四种属性中：颜值、智力、体质、家境。每种属性会影响玩家遇到的事件，如颜值过低会找不到对象、体质或者家境过低可能导致早夭等。分配完成属性后，游戏会自动进行，玩家则作为旁观者观看角色的一生。当角色的一生结束后（角色死亡，或者达成特定结局），玩家将允许保留本轮游戏的一个天赋，留存到下轮游戏。

## 开发历史
据开发者“神户小德”称，制作《人生重开模拟器》的最初目的是供网友娱乐，游戏制作完成后作为电脑、手机通用可玩的网页游戏，开源发布在Github上。游戏在百度贴吧发布后，3天即已达到2亿次游玩次数，迅速成为网络热门。到第8天时，本作的游玩次数已经达到10亿次。
9月，经开发者授权、由羽仁游戏发行的《人生重开模拟器》手游版应用上架TapTap手机应用商店。相较于网页版，手游版增加了一些观看广告以获得游戏内物品的增值内容。

## 评价
游戏的随机性被认为是其亮点之一。游戏虽然完全随机，但是经由一次次重开，玩家可以体验完全不同的人生，如踏入演艺圈、成为魔法少女、或是上演从游戏世界中逃脱的戏码。但是，本作在过量的反复游玩下显得内容不足。
此外，本作饱受盗版侵扰。多个本作的翻版标榜为「官方原版」，粗制滥造并插入广告，损害了原作者的名誉，但同时也增加了原版的人气。而由羽仁游戏改编发行的授权版本则因其索要权限、添加广告增值服务等而遭到批评。